# Єрунаково (селище)
Єруна́ково (рос. Ерунаково) — селище у складі Новокузнецького району Кемеровської області, Росія. Входить до складу Красулинського сільського поселення.
Стара назва — Єрунакова.

## Населення
Населення — 19 осіб (2010; 37 у 2002).
Національний склад (станом на 2002 рік):
- росіяни — 92 %